# Gregg Alexander
Gregg Alexander (nacido como Gregory Aiuto; Grosse Pointe, Míchigan; 4 de mayo de 1970) es un productor y cantautor estadounidense, más conocido por haber sido el líder de la banda New Radicals, que tuvo su mayor éxito internacional con la canción You Get What You Give en 1998.
El grupo se separó en el verano del 1999, después de su primer y único álbum, Maybe You've Been Brainwashed Too.
Luego, Alexander se mudó a Londres, donde actualmente reside, y ha escrito y producido canciones para artistas como Ronan Keating, Sophie Ellis-Bextor, Enrique Iglesias, Melanie Chisholm, INXS, Mónica Naranjo, Hanson, Geri Halliwell, Texas y Danielle Brisebois (también una ex New Radicals).
Uno de sus mayores éxitos, The Game of Love, canción escrita y producida por Alexander e interpretada por Carlos Santana y Michelle Branch, obtuvo un Grammy en el año 2003.

## Juventud y primeros años de carrera
Gregg nació en Grosse Pointe, Míchigan, el 4 de mayo de 1970. Su padre es Tony, un fontanero y su madre es Sharon, quien es testigo de Jehová, hecho que influiría en algunas de sus composiciones en el futuro. Gregg tenía una hermana, Caroline, y un hermano, Steve.

Rechazado por los vecinos, Gregg en la escuela alternaba entre ser un estudiante talentoso o un joven delincuente. Era conocido como el revolucionario de la escuela, porque era el único niño lo suficientemente alto como para hacer frente a sus maestros. "Cuando yo tenía doce años había ahorrado para una guitarra eléctrica y entonces, tuve una epifanía adolescente", dice Gregg, quien luego formó una banda con su hermano. Tan pronto como obtuvo una identificación falsa empezó a frecuentar los clubes de punk y música house de la cercana Detroit, bailando por las noches y escuchando R&B y rock de la clase obrera en el día.
A los catorce años se unió a una banda llamada The Circus con sus compañeros de clase George Snow y John Mabarak, y junto al hermano mayor de Gregg, Stephen Aiuto. Tocaron en la "Batalla de las bandas" de su preparatoria en 1984, compitiendo contra John Lowery (John 5), quien ha sido guitarrista de Marilyn Manson y Rob Zombie, entre otros.
A los quince años comenzó a tener cierta solvencia y compró un grabador de cuatro pistas de trescientos dólares con dinero que consiguió paleando nieve y robando de las limosnas de la iglesia. Entonces, comenzó a grabar sus propias canciones. "Yo no podía pagar las clases de guitarra, así que mi tío me enseñó los acordes de I Can't Explain de The Who. Inmediatamente, empecé a intercambiar los acordes y a hacer mis propias canciones. De manera primaria, en mi grabador de cuatro pistas empecé con la batería, un poco de piano, unas guitarras ruidosas, una toma vocal y ¡boom!. Le di cassettes a mis amigos, quienes las tocaron en el baile escolar", dijo en una entrevista.
Gregg estaba cada vez más inquieto y comenzó a planear su interminable verano.
Gregg le dijo a su madre que pasaran unas "vacaciones" en California con el pretexto de visitar a una tía que vivía muy aislada. Cuando estaban en Los Ángeles él ya lo tenía todo planeado. Tomó un autobús del centro al Shrine Auditorium para colarse en la entrega de los premios Grammy para husmear y conocer de cerca a un monstruo conocido como la industria discográfica. Logró evadir la seguridad del lugar. Aturdido, empezó a acercarse a los iconos del rock como Eddie Van Halen, Little Richard y Rick James. "Fue una experiencia tan extraña, que sabía que una vez que terminara el verano tendría que irme". Cuando regresó a casa, sus notas bajaron drásticamente, sus salidas de noche a clubes se duplicaron y paleó nieve sin parar hasta que comenzara su "viaje".

## Michigan Rainy el verano perdido
Aterrizó en Los Ángeles, llegó a vivir en el piso de un grupo de hermanos evangélicos que conoció en el aeropuerto, y luego las cosas comenzaron a avanzar. Adoptó el hábito de ir a oficinas del Sunset Strip al azar, burlando la seguridad y a las secretarias y, literalmente, saltar en los escritorios de aterrorizados ejecutivos para cantar sus canciones a capela. "Fue jodidamente divertido. Su reacción por lo general era "¡saquen a este loco de aquí!" o "Aun no tienes un abogado, ¿verdad?". A los pocos meses, Gregg conseguiría un contrato discográfico. "Teníamos este llamativo, monstruo estilo Phil Spector, Save Me From Myself ", aseguró, pero la compañía disquera que lo sacó fue vendida al mes de que se lanzó el álbum, el cual inmediatamente, "se hundió".
En 1989 graba con A&M Records su álbum debut que originalmente se llamaría Save Me From Myself, pero a última hora decidieron cambiarle el nombre a Michigan Rain, pues, como Alexander relata, "[...] en la portada del disco estaba yo sobre un puente con un espejo roto en la muñeca, antes de que el suicidio fuera algo considerado como 'chic'". El álbum fue producido por el ahora afamado Rick Nowels. Según las notas del booklet del álbum Michigan Rain (Save From Myself), en el verano de 1986 Rick Nowels recibió un mensaje en su contestadora de parte del Sr. Alexander, pidiéndole que considerara producirle una canción para una película. Cuando contestó la llamada, Alexander le dijo que era un cantautor de 16 años de Grosse Pointe, Míchigan, tenía "miles de canciones" y quería que le produjera una canción para una banda sonora de una película. Nowels le preguntó si tenía alguna grabación que le enviara, a lo que Alexander respondió: "No me gusta dejar grabaciones por todos lados". Entonces Nowels le pidió que tocara algo al teléfono. Después de eso, Rick se dirigió a Míchigan para conocerlo. Se sentaron en su auto a escuchar sus extraños demos y después de 15 minutos le dijo que podían grabar un disco, comenzando entonces una relación de amistad y colaboración de muchos años. Lo que hizo Gregg al contactarlo requiere de muchas agallas y una gran dosis de talento, pues Nowels era entonces un productor en ascenso que había tenido éxito trabajando con artistas como Stevie Nicks y Belinda Carlisle.
El disco se grabó en Los Ángeles en 1989, bajo la producción de Nowels. Todas las canciones fueron compuestas e interpretadas por Gregg Alexander. Cabe destacar que la ex-Brand New Heavies, N'Dea Davenport, fungió como corista principal.
A pesar de ello, Michigan Rain fue absolutamente ignorado por la crítica y los medios en una época de transición donde el glam metal de los 80's comenzó su declive y el rock alternativo de los 90's aún era incipiente. Hoy en día este álbum es muy difícil de conseguir, convirtiéndose en un objeto de culto. Otro hecho que contribuyó al fracaso comercial del álbum fue la turbulencia de A&M Records en 1989 al ser adquirida por PolyGram, lo cual evitó una promoción decente.
Este material se considera como un precoz y espectacular esfuerzo para un joven de 19 años. Las canciones fueron bien producidas y reflejan los sueños de adolescencia, influenciado por el buen pop rock de los 60 y 70. Demuestra una sutileza y la capacidad de expresión desgarradora y magnífica en baladas como Save Me From Myself y The World We Love So Much, con una voz cuasi torturada por el ansia de reflejar un sentimiento, junto al pop-rock de gran manufactura y buenos ganchos líricos en Michigan Rain e In the Neighborhood. Una balada clásica y apasionada en Loving You Sets Me Free junto a la sublime crítica de la guerra en la feroz Don't Cry Mrs. Davies, la hacen una excelsa obra que ha pasado al olvido.
La reacción de Gregg fue viajar por todo Estados Unidos. "Fue el comienzo de un largo fin de semana perdido de aventuras y de composición de canciones que había hecho desde hace un par de años. Me encontré con personas y situaciones muy diversas... fanáticos religiosos, peleas de pandillas, curanderas, y la policía estatal que confiscó e hizo pruebas de laboratorio a mi extensa colección de vitaminas y puré de manzana. Básicamente tenía todo el tiempo del mundo y el control de mi vida", expresó en otra entrevista. Obligado a abandonar su convertible destrozado en Memphis, se dirigió a Europa.

## Intoxifornicationy vida azarosa
En 1992, Alexander tiene una nueva oportunidad al lanzar su segundo álbum, Intoxifornication, en Epic Records. Este álbum también fue producido por Rick Nowels. En él, Alexander mostraba una tendencia más sexual, al hablar de temas como el vicio y la diversión con un vehículo musical muy pop-rock. Sin embargo, no es un disco fácil para las audiencias de música pop, sobre todo por las letras (por ejemplo, de Intoxifornication). En este álbum se incluyeron cinco temas que ya habían sido lanzados en su álbum debut, Michigan Rain. Smoking In Bed y The Truth fueron los sencillos promocionales, e incluso se grabó un video para cada uno.
Sin embargo, el álbum fue apenas pobremente recibido, además de que su predecesor, Michigan Rain, tenía mayor calidad.
Cabe destacar que en esta época, Alexander comienza una relación colaborativa con la exactriz infantil de series como All in the Family y Archie Bunker's Place Danielle Brisebois, quien realizó labores de corista en Intoxifornication. Brisebois se convertiría en su mano derecha e iniciarían una relación sentimental.
Alexander ganaba regalías que tenía como compositor y productor de algunas canciones para Belinda Carlisle y Melanie Williams. En 1994 produjo y compuso junto a Danielle Brisebois el álbum debut de ella, Arrive All Over You en Epic Records. El material fue completamente ignorado en Estados Unidos pero tuvo un leve éxito en Europa, donde fue músico de apoyo en la gira de promoción de Brisebois.
Es un disco con el sello que después caracterizaría a Alexander, canciones melódicas y de pop rock contestatario con influencias del funk setentero. El poco éxito del material se atribuyó a que el grunge y el rap estaban en su punto más álgido y para mala suerte de Brisebois, la música pop rock con tendencias similares a la suya se popularizaría poco después con exponentes como Alanis Morissette y Dido. Fue un disco bien hecho que llegó antes de que le tocara el éxito.
Las canciones destacadas son What If God Fell From the Sky, que se lanzó como sencillo y es probablemente la mejor; el segundo sencillo fue una versión de Gimme a Little Sign, canción popularizada en 1967 por Brenton Wood; el tercer sencillo fue Don't Wanna Talk About Love y la balada que más tarde sería versionada por Shiina Ringo, Trine Rein, Maarja, Kelly Clarkson y Carly Hennessy Just Missed the Train. Cabe mencionar que Alexander participó cantando en el dueto de Promise Tomorrow Tonight.
Sus viajes continuaron entre Nueva York, Londres y Los Ángeles, donde comenzó lentamente a formar lo que más tarde se convertiría en The New Radicals. En Nueva York vivió la vida de los barrios, durmiendo en el piso, tomando píldoras estimulantes y bailando toda la noche, al tiempo que pasaba días enteros en Central Park escribiendo y tocando canciones en la calle. "Yo estaba hambriento de información y experiencias, tratando de no olvidar que debería ser motivo de alegría... un estado de limbo casi en la pobreza, que me estresaba".
A mediados de los noventa, Gregg hacía conexiones entre Los Ángeles, Londres y Nueva York. Especialmente en Nueva York, donde con frecuencia hacía de músico callejero en Central Park y Tompkins Square Park, donde probaba sus nuevas canciones y además ganaba algo de dinero. Finalmente, las nuevas canciones se afianzaron. Alexander relata que la gente reaccionaba de manera sorprendente y casi fanatizada en Tompkins Square Park a canciones como You Get What You Give y Someday We'll Know incluso antes de ser grabadas.

## The New Radicalsy la fama
En 1997, Alexander comenzó un nuevo proyecto al que llamó The New Radicals. Era un grupo donde no había miembros permanentes a excepción de Gregg, quien componía, arreglaba, producía, tocaba varios instrumentos en la grabación, cantaba y era el rostro del grupo. Danielle Brisebois era la otra miembro semi-permanente participando en los coros y como percusionista del grupo, al ser la colaboradora más allegada a Alexander por sus trabajos previos. La mayoría de los otros miembros eran músicos de sesión. Unos tocaban en las actuaciones en vivo, como el guitarrista Bradley Fernquist, el tecladista Jim McGorman, el baterista Stuart Johnson y el bajista Sasha Krivtsov. Para las grabaciones en el estudio colaboraron los pianistas Greg Phillinganes y Paul Gordon, los guitarristas Michael James y Rusty Anderson, quien actualmente toca en la banda de Paul McCartney; los bateristas Matt Laug y Josh Freese, los bajistas Paul Bushnell, John Pierce y Dan Rothchild, el percusionista Lenny Castro y el productor Rick Nowels, quien tocó el piano y con quien Alexander tiene una larga relación de colaboración desde que produjo sus primeros discos, Michigan Rain e Intoxifornication. Muchos lo vieron como un proyecto solista más de Alexander con colaboración de Nowels y Brisebois en lugar de una banda.
Gregg Alexander formó The New Radicals en Los Ángeles en 1997. Michael Rosenblatt, vicepresidente ejecutivo de A&R en MCA Records firmó a la banda en 1998 y Alexander recibió $600.000 dólares de adelanto para iniciar la grabación de su primer y único álbum, Maybe You've Been Brainwashed Too. El álbum fue lanzado el 20 de octubre de 1998 y fue bien recibido por la crítica musical, que alabó su variedad de influencias atípicas para un álbum de pop rock moderno como Todd Rundgren, World Party y Hall & Oates y compararon sus ritmos de pop rock influenciados por el funk y el soul con los primeros trabajos de Prince y Mick Jagger.
Sin embargo, a algunos críticos no les gustó la temática del álbum.

## Premios y distinciones
Premios Óscar
| Año  | Categoría              | Película    | Resultado |
| ---- | ---------------------- | ----------- | --------- |
| 2015 | Mejor canción original | Begin Again | Nominado  |